# Messimy
Messimy é uma comuna francesa na região administrativa de Auvérnia-Ródano-Alpes, no departamento de Ródano. Estende-se por uma área de 11,1 km². Em 2010 a comuna tinha 3 477 habitantes (densidade: 313,2 hab./km²).